# 斯科特·尼德梅爾
斯科特·尼德梅爾（Robert Scott Niedermayer，1973年8月31日—）是一名加拿大冰球运动员。現時效力的球隊是安那翰鴨，是球隊中的隊長。出生於加拿大艾伯塔埃德蒙顿，在不列颠哥伦比亚省克蘭卜克長大。他還有一個兄長名為羅伯特·尼德梅爾也是冰球運動員，現時同樣效力安那翰鴨。在2007年史丹利盃比賽中，協助安那鴨隊擊敗渥太華參議員，為球隊奪得首次史丹利盃冠軍，他成為了最佳球員。尼德梅尔曾在2017年被评为史上最伟大的100位NHL运动员之一。

## 外部連結
- ESPN資料 （页面存档备份，存于）
- 安那翰鴨檔案
- NHL.com檔案

1. ↑  . NHL.com. January 27, 2017  [January 27, 2017]. （原始内容存档于2018-10-07）.